# Quail Ridge
Quail Ridge es un lugar designado por el censo ubicado en el condado de Pasco en el estado estadounidense de Florida. En el Censo de 2010 tenía una población de 1.040 habitantes y una densidad poblacional de 86,56 personas por km².

## Geografía
Quail Ridge se encuentra ubicado en las coordenadas 28°20′57″N 82°33′19″O / 28.34917, -82.55528. Según la Oficina del Censo de los Estados Unidos, Quail Ridge tiene una superficie total de 12.01 km², de la cual 10.76 km² corresponden a tierra firme y (10.41%) 1.25 km² es agua.

## Demografía
Según el censo de 2010, había 1.040 personas residiendo en Quail Ridge. La densidad de población era de 86,56 hab./km². De los 1.040 habitantes, Quail Ridge estaba compuesto por el 84.81% blancos, el 8.27% eran afroamericanos, el 0.29% eran amerindios, el 1.06% eran asiáticos, el 0.29% eran isleños del Pacífico, el 1.73% eran de otras razas y el 3.56% pertenecían a dos o más razas. Del total de la población el 14.52% eran hispanos o latinos de cualquier raza.